# S/2016 J 1
S/2016 J1, es un satélite natural externo de Júpiter. Fue descubierto por Scott S. Sheppard en 2016, pero no fue anunciado hasta el 2 de junio de 2017 a través del Centro de Planetas Menores. Tiene aproximadamente 1 kilómetro de diámetro.

## Órbita
El satélite hace una órbita completa alrededor de Júpiter en aproximadamente 602 días. El semieje mayor es de aproximadamente 20,65 millones de kilómetros, y posee una inclinación de aproximadamente 139,8°. Pertenece al grupo de Ananké.